# Czesław Hurynowicz
Czesław Apolinary Hurynowicz (ur. 9 września 1930 w Sieniawce, ZSRR, zm. 1 listopada 2018) – polski inżynier budownictwa i urzędnik państwowy, w latach 1988–1994 wicewojewoda słupski.

## Życiorys
Syn Hilarego. Ukończył studia z budownictwa lądowego, uzyskał uprawnienia budowlane i rzeczoznawcy majątkowego. Został szefem słupskiego oddziału Polskiego Związku Inżynierów i Techników Budownictwa. Od 1988 do 1994 pełnił funkcję wicewojewody słupskiego, nie należał do żadnej partii. W 1993 kandydował do Senatu w okręgu słupskim z własnego komitetu (zajął przedostatnie, dziewiąte miejsce).
3 listopada 2018 pochowany na Starym Cmentarzu w Słupsku.